# Olios franklinus
Olios franklinus là một loài nhện trong họ Sparassidae.
Loài này thuộc chi Olios. Olios franklinus được Charles Athanase Walckenaer miêu tả năm 1837.